# Perdutamente amore
Perdutamente amore è un album/raccolta del gruppo musicale italiano dei Ricchi e Poveri, contenente quattro brani inediti e alcuni successi che hanno fatto la storia del gruppo, pubblicato nel 2012 dalla BMA (Banda Musicale Artigiana) e distribuito dalla Azzurra Music.

## Descrizione
A più di dieci anni di distanza dall'ultimo lavoro di inediti "Parla col cuore", il gruppo torna per celebrare i 45 anni di carriera con la riesecuzione di alcuni brani storici in chiave più moderna, talvolta dance. Tra questi vi sono i cavalli di battaglia nel periodo da trio: Sarà perché ti amo, Mamma Maria, Come Vorrei e Voulez Vous Dancer.
Fanno parte del disco anche quattro pezzi inediti: Amore Odio, Musica Vita Mia, Dimmi Che Mi Ami e l'omonimo singolo Perdutamente Amore di cui è stato realizzato un divertente videoclip. Amore Odio e Perdutamente Amore sono nate dal connubio tra il compositore genovese Andrea Vialardi e il componente del gruppo Angelo Sotgiu, autore delle parole. A quest'ultimo si deve anche il testo di Musica Vita Mia. Infine, il brano Dimmi Che Mi Ami è stato scritto dagli autori ormai storici della band, Cristiano Minellono e Dario Farina.
Il disco viene distribuito anche oltre il confine italico nei principali Paesi dell'Europa centrale e orientale dalle etichette Da Music, Eurostar e Blue Music.
Nel 2013 viene ristampato col titolo I grandi successi - Amore odio mantenendo inalterata la tracklist, mentre nel 2018 viene distribuito in Russia su formato 33 giri col titolo Made in Italy

## Tracce
1. Amore Odio (A. Sotgiu/A. Vialardi)  3:26
2. Mamma Maria (C. Minellono/D. Farina)  2:57
3. Cosa Sei (C. Minellono/D. Farina)  3:56
4. Dimmi Che Mi Ami (C. Minellono/D. Farina)  3:12
5. Voulez Vous Dancer (C. Minellono/P. Cassella/D. Farina)  3:47
6. Made In Italy (C. Minellono/G. Reverberi/D. Farina)  2:59
7. Musica Vita Mia (A. Sotgiu/D. Di Martino)  3:21
8. Piccolo Amore (C. Minellono/D. Farina)  3:37
9. Acapulco (C. Minellono/D. Farina)  3:40
10. Sarà perché ti amo (Pupo/D. Pace/D. Farina)  3:35
11. Perdutamente Amore (A. Sotgiu/A. Vialardi)  3:05
12. Come Vorrei (C. Minellono/D. Farina)  3:34

## Formazione
Musicisti
- Angela Brambati - voce
- Franco Gatti - voce
- Angelo Sotgiu - voce
- Francesco Corvino - batteria
- Silvio Melloni - basso
- Max Zaccaro - basso in "Musica vita mia" e in "Perdutamente amore"
- Fabrizio Bicio Leo - chitarra
- Mario Natale - tastiera
- Renato Rosset - pianoforte
- Lalla Francia, Ambra Trabucco, Moreno Ferrara, Silvio Pozzoli - cori

Produzione
- "Christmas Studio" di Vimodrone (Milano) - studio di registrazione
- Maurizio Macchioni presso "Wardencliff Studio" di Biassono (Milano) - missaggio
- Alberto Cutolo presso "Massive Arts Studios" di Milano - masterizzazione
- Mario Natale - produzione artistica e arrangiamenti
- Alessandro Sotgiu - assistenza agli arrangiamenti
- Giorgio Tani - manager e produttore esecutivo per BMA
- BMA - Banda Musicale Artigiana - edizioni musicali e produzione

## Dettagli pubblicazione
| Paese  | Data | Etichetta                | Formato | Nº Catalogo |
| ------ | ---- | ------------------------ | ------- | ----------- |
| Italia | 2012 | Banda Musicale Artigiana | CD      | TRI1167     |

Pubblicazione & Copyright: 2012 - BMA - Banda Musicale Artigiana - Genova.

Distribuzione: Azzurra Music - Milano.